# Луїс Іск'єрдо
Луїс Фернандо Іск'єрдо Мартінес (ісп. Luis Fernando Izquierdo Martínez; нар. 3 квітня 1974, Калі, департамент Вальє-дель-Каука) — колумбійський борець вільного та греко-римського стилів, триразовий срібний та бронзовий призер Панамериканських чемпіонатів, дворазовий бронзовий призер Панамериканських ігор, дворазовий срібний призер Боліваріанських ігор, чемпіон Тихоокеанських ігор, учасник Олімпійських ігор.

## Життєпис
Боротьбою почав займатися з 1981 року. У 1985 році став Панамериканським чемпіоном серед кадетів, як з греко-римської, так і з вільної боротьби. На дорослому рівні всіх основних успіхів досяг у змаганнях з греко-римської боротьби.
Виступав за борцівський клуб «Хаїме Лозада» Буга. Тренер — Хесус Беніто Іск'єрдо Вівас (з 1981).
Після завершення спортивної кар'єри перейшов а тренерську роботу. Тренував, зокрема, багаторазового призера континентальних змагань Віктора Аспріллу.

## Спортивні результати на міжнародних змаганнях

### Виступи на Олімпіадах
| Змагання                    | Збірна   | Вагова категорія                 | Місце |
| --------------------------- | -------- | -------------------------------- | ----- |
| Літні Олімпійські ігри 2004 | Колумбія | греко-римська боротьба, до 66 кг | 10    |

### Виступи на Чемпіонатах світу
| Змагання                        | Збірна   | Вагова категорія                 | Місце |
| ------------------------------- | -------- | -------------------------------- | ----- |
| Чемпіонат світу з боротьби 1995 | Колумбія | греко-римська боротьба, до 68 кг | 31    |
| Чемпіонат світу з боротьби 1998 | Колумбія | греко-римська боротьба, до 69 кг | 21    |
| Чемпіонат світу з боротьби 2003 | Колумбія | греко-римська боротьба, до 66 кг | 9     |

### Виступи на Панамериканських чемпіонатах
| Змагання                                   | Збірна   | Вагова категорія                 | Місце  |
| ------------------------------------------ | -------- | -------------------------------- | ------ |
| Панамериканський чемпіонат з боротьби 1994 | Колумбія | греко-римська боротьба, до 62 кг | Срібло |
| Панамериканський чемпіонат з боротьби 1994 | Колумбія | вільна боротьба, до 62 кг        | 4      |
| Панамериканський чемпіонат з боротьби 1998 | Колумбія | греко-римська боротьба, до 69 кг | 4      |
| Панамериканський чемпіонат з боротьби 2000 | Колумбія | греко-римська боротьба, до 69 кг | 5      |
| Панамериканський чемпіонат з боротьби 2001 | Колумбія | греко-римська боротьба, до 69 кг | Срібло |
| Панамериканський чемпіонат з боротьби 2002 | Колумбія | греко-римська боротьба, до 74 кг | Бронза |
| Панамериканський чемпіонат з боротьби 2003 | Колумбія | греко-римська боротьба, до 74 кг | Срібло |

### Виступи на Панамериканських іграх
| Змагання                  | Збірна   | Вагова категорія                 | Місце  |
| ------------------------- | -------- | -------------------------------- | ------ |
| Панамериканські ігри 1999 | Колумбія | греко-римська боротьба, до 69 кг | Бронза |
| Панамериканські ігри 2003 | Колумбія | греко-римська боротьба, до 66 кг | Бронза |

### Виступи на Боліваріанських іграх
| Змагання                 | Збірна   | Вагова категорія                 | Місце  |
| ------------------------ | -------- | -------------------------------- | ------ |
| Боліваріанські ігри 1997 | Колумбія | греко-римська боротьба, до 76 кг | Срібло |
| Боліваріанські ігри 2001 | Колумбія | греко-римська боротьба, до 69 кг | Срібло |

### Виступи на Тихоокеанських іграх
| Змагання                | Збірна   | Вагова категорія                 | Місце  |
| ----------------------- | -------- | -------------------------------- | ------ |
| Тихоокеанські ігри 1995 | Колумбія | греко-римська боротьба, до 62 кг | Золото |

### Виступи на інших змаганнях
| Змагання                                                             | Збірна   | Вагова категорія                 | Місце |
| -------------------------------------------------------------------- | -------- | -------------------------------- | ----- |
| Панамериканський Олімпійський кваліфікаційний турнір з боротьби 1996 | Колумбія | греко-римська боротьба, до 62 кг | 5     |
| Гран-прі Німеччини з боротьби 2004                                   | Колумбія | греко-римська боротьба, до 74 кг | 10    |

### Виступи на змаганнях молодших вікових груп
| Змагання                                                 | Збірна   | Вагова категорія                 | Місце  |
| -------------------------------------------------------- | -------- | -------------------------------- | ------ |
| Панамериканський чемпіонат з боротьби серед кадетів 1985 | Колумбія | вільна боротьба, до 28 кг        | Золото |
| Панамериканський чемпіонат з боротьби серед кадетів 1985 | Колумбія | греко-римська боротьба, до 28 кг | Золото |